# 巴雷萨
巴雷萨（義大利語：Baressa），是意大利奥里斯塔诺省的一个市镇。总面积12.55平方公里，人口743人，人口密度59.2人/平方公里（2009年）。ISTAT代码为095012。